# Præsidenten
Præsidenten ("El president") és una pel·lícula muda danesa del 1919 dirigida per Carl Theodor Dreyer. És el primer llargmetratge dirigit per Dreyer i és una adaptació de la novel·la Der Präsident de Karl Emil Franzos escrita el 1884.

## Argument
La pel·lícula narra una història de dones seduïdes i abandonades durant quatre generacions. Segueix tres períodes de la vida de Karl Victor von Sendlingen, un aristòcrata danès que vivia en una petita ciutat a principis del segle xx. La narració cronològica s'interromp per flashbacks que recorden esdeveniments passats.
La pel·lícula comença l'últim dia de la vida del pare de Karl Victor, Franz Victor von Sendlingen. Franz Victor porta el seu fill a les ruïnes de l'antic castell familiar on confessa com de jove havia deixat embarassada la filla del porter i el seu pare Rigsherre von Sendlingen l'obligava a casar-se amb ella. Abans de morir, demana a Karl Victor que juri per l'escut de la família que no es casarà mai amb un plebeu, "ja que d'una aliança així no surt mai res de bo".
Trenta anys després, Karl Victor, ara president del tribunal de la seva ciutat natal, torna a casa després d'una llarga absència. És rebut a l'estació pel vicepresident Werner, que l'ha substituït durant la seva absència. Quan se li dona la llista de casos pendents, veu reconegut el nom de Victorine Lippert, acusada d'infanticidi. Quan el seu advocat, Georg Berger, que és el seu millor amic, ve a parlar del seu cas, ell li diu que és la seva filla. De jove va viure una aventura amb la seva mare Hermine Lippert, la institutria dels fills del seu oncle. Quan li havia dit al seu oncle que es volia casar amb ella, li havia recordat el jurament fet al seu pare de no casar-se mai amb una plebea. Havia mantingut el seu jurament fins i tot després de saber que finalment havia donat a llum una nena. Karl Victor es nega a presidir el tribunal quan el seu cas és escoltat, per mantenir intacte el seu honor com a jutge. Durant el judici, Berger demana clemència per les circumstàncies del cas. Orfe als 17 anys, la Victorine va anar a treballar com a institutriu per a una dama sense cor el fill de la qual la va seduir. Quan va saber que estava embarassada, va escriure una carta a la seva mare demanant-li que s'enfrontés a la situació de la millor manera possible. La senyora va expulsar la Victorine del seu castell a mitja nit i l'endemà al matí la van trobar al costat de la carretera, inconscient i amb el seu infant mort al costat. No obstant això, Victorine va ser condemnada a mort pel tribunal presidit per Werner. Karl Victor va a veure-la a la seva cel·la amb Berger. Accepta veure'l perquè la seva mare li havia demanat que li digués al seu pare, si mai el veia, que l'havia perdonat. Karl Victor presenta una petició de clemència. Unes setmanes més tard, s'assabenta que la petició és rebutjada i que l'ascensen a una altra ciutat. Organitza, amb els seus servents Franz i Birgitta, la fugida de Victorine durant el banquet ofert per agrair-li el seu mandat exemplar com a president del tribunal de la ciutat. Abans d'abandonar la ciutat per escapar a un país veí, escriu una carta en què presenta la seva renúncia per motius de salut.
Tres anys més tard, en un viatge en vaixell a l'estranger, Berger coneix a Weyden, propietari d'una plantació de Java. Quan el vaixell s'atura a la destinació de Weyden, Berger reconeix al moll la Victorine i el seu pare que han vingut a donar-li la benvinguda. Li demana a Franz, que ha pujat a bord per portar l'equipatge de Weyden, que li digui a Karl Victor que sempre el recordarà amb amor i respecte. El diumenge següent, Victorine i Weyden es casen a l'església del poble. L'endemà, Karl Victor torna a casa i confessa a Werner, ara president del tribunal, que havia organitzat la fugida de Victorine. Werner es nega a castigar-lo, ja que la revelació del seu crim minaria la confiança en el poder judicial. Quan Karl Victor amenaça amb fer una confessió pública, Werner li diu que, si ho fa, trobarà la seva filla per executar la condemna. Durant la nit següent, després d'escriure el seu testament, Karl Victor va a les ruïnes de l'antic castell familiar per suïcidar-se.

## Producció i distribució
La pel·lícula va ser produïda per Nordisk Film, i es va rodar durant l'estiu de 1918 a l'illa de Gotland a Suècia. Es va estrenar a Suècia l'1 de febrer de 1919 i es va estrenar a Dinamarca el 9 de febrer de 1920.

## Repartiment
- Carl Meyer com a Rigsherre von Sendlingen
- Elith Pio com a Franz Victor von Sendlingen
- Halvard Hoff com a Karl Victor von Sendlingen
- Jacoba Jessen com Maika
- Axel Madsen com a vicepresident Werner
- Richard Christensen com a Georg Berger
- Olga Raphael Linden com a Victorine Lippert
- Betty Kirkeby com Hermine Lippert
- Hallander Hellemann com a Franz
- Fanny Petersen com a Birgitta